# North American FJ Fury
North American FJ Fury var amerikanska flottans första jetdrivna jaktflygplan. Flygplanet som började utvecklas under slutet av andra världskriget är nära besläktat med North American F-86 Sabre. Den första varianten FJ-1 blev kortlivad och fasades snabbt ut av andra jaktflygplan, men luftstriderna mot MiG-15 under Koreakriget visade på ett behov av jaktflygplan med pilvingar, något som gjorde de efterföljande varianterna FJ-2, -3 och -4 betydligt mer framgångsrika.

## Utveckling

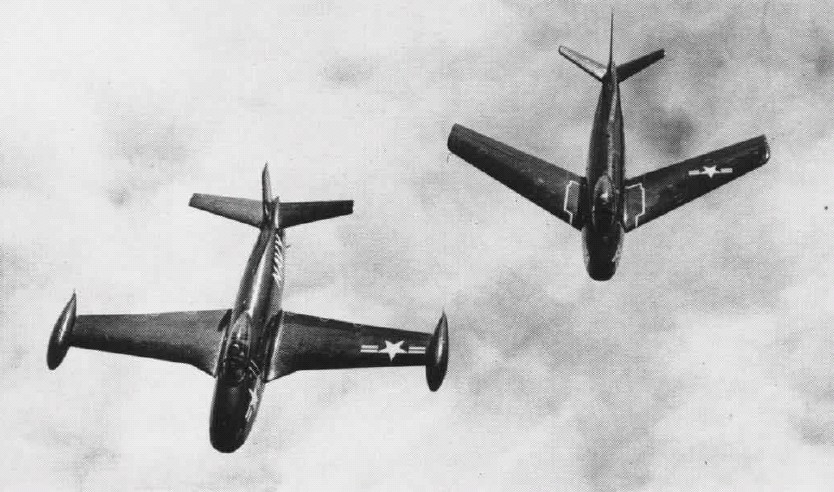
En rakvingad FJ-1 intill en pilvingad FJ-2, 1952.

År 1944 började North American Aviation att konstruera ett jetdrivet jaktflygplan inspirerade av bland annat det tyska Me 262. Vingar och stjärt återanvändes från North American P-51 Mustang medan flygkroppen designades runt motorn Allison J35 (USA:s första jetmotor med axialkompressor). Både flottan och flygvapnet var intresserade och hoppades att flygplanet skulle vara klart i tid för en eventuell invasion av Japan under våren 1946. Japans kapitulation kom dock redan i augusti 1945 och behovet var därefter inte lika akut. Krigsslutet innebar också att North American fick tillgång till tysk forskning om bakåtsvepta vingar genom operation Paperclip. Eftersom XFJ-1 (flottans beteckning) eller XP-86 (flygvapnets beteckning) hade svårt att hävda sig mot konkurrenterna Lockheed XP-80 och Republic XP-84 valde North American att försöka konstruera om flygplanet med pilvingar för att uppnå högre maxhastighet. För flygvapnet som annars hade valt bort North American var det pilvingarna som gjorde att flygplanet kunde fortsätta att utvecklas till F-86 Sabre. För flottan som behövde operera flygplanen från hangarfartyg var en låg minimihastighet viktigare än maxhastigheten och de valde därför bort de svepta vingarna vilket gjorde att utvecklingen splittrades i två olika grenar; den pilvingade F-86 för flygvapnet och den rakvingade FJ för flottan.
Flottan tog flygplanet i tjänst som FJ-1, men undermålig prestanda gjorde att 100 beställda flygplan bara blev 30 levererade. I stället blev FJ-1 snart ersatt av Grumman F9F Panther och McDonnell F2H Banshee. När Koreakriget bröt ut 1950 möttes de amerikanska luftstridskrafterna av en oväntat svår motståndare i form av det sovjetiska jaktflygplanet MiG-15. MiG-15 var pilvingat och drevs av Klimov VK-1 (en piratkopia av Rolls-Royce Nene) vilket gjorde den till en formidabel fiende. Av de amerikanska flygplanen var det bara F-86 Sabre som var jämbördig. Tester på F-86 hade visat att landningshastigheten kunde minskas avsevärt med vingklaffar i vingens framkant. Flottan begärde därför skyndsamt en marin version av F-86E med kraftigare landningsställ, vikbara vingar och 20 mm automatkanoner i stället för 12,7 mm kulsprutor. Trots att det flygplanet inte hade särskilt många likheter med FJ-1 fick den beteckningen FJ-2, som indikerar att det är en ny version av samma flygplansmodell, i stället för F2J-1 som den skulle ha fått om den var en helt ny modell.
Även om FJ-2 när den togs i tjänst var flottans snabbaste flygplan var den tyngre än F-86 och även om maxfarten var tillfredsställande var accelerationen dålig. North American hade därför redan börjat skissa på en ny version med den kraftigare motorn Wright J65. Även om maxhastigheten var ungefär samma gav den bättre stighastighet, bättre acceleration och större lastförmåga. Med J65-motorn fick Fury beteckningen FJ-3. Ett antal FJ-3 som modifierats för att bära jaktroboten AIM-9 Sidewinder fick beteckningen FJ-3M. Den ultimata modellen var dock FJ-4. Den hade samma motor som FJ-3 men med en helt ny vinge med tunnare profil och större vingyta, men framför allt hade vingen integrerade vingtankar vilket ökade bränslemängden med 50 %. Ett antal FJ-4 byggdes om till jaktbombare med sex vapenbalkar och möjlighet att bära kärnvapen. För attackuppdrag kunde radarsiktet AN/APG-30 bytas ut mot bombsiktet LABS (Low-Altitude Bombing System). I FJ-4B kunde automatkanonerna på väster sida bytas ut mot en reservgenerator. Utan reservgenerator hade flygplanen bara batterikraft till instrumenten för ett par minuter.

## Användning

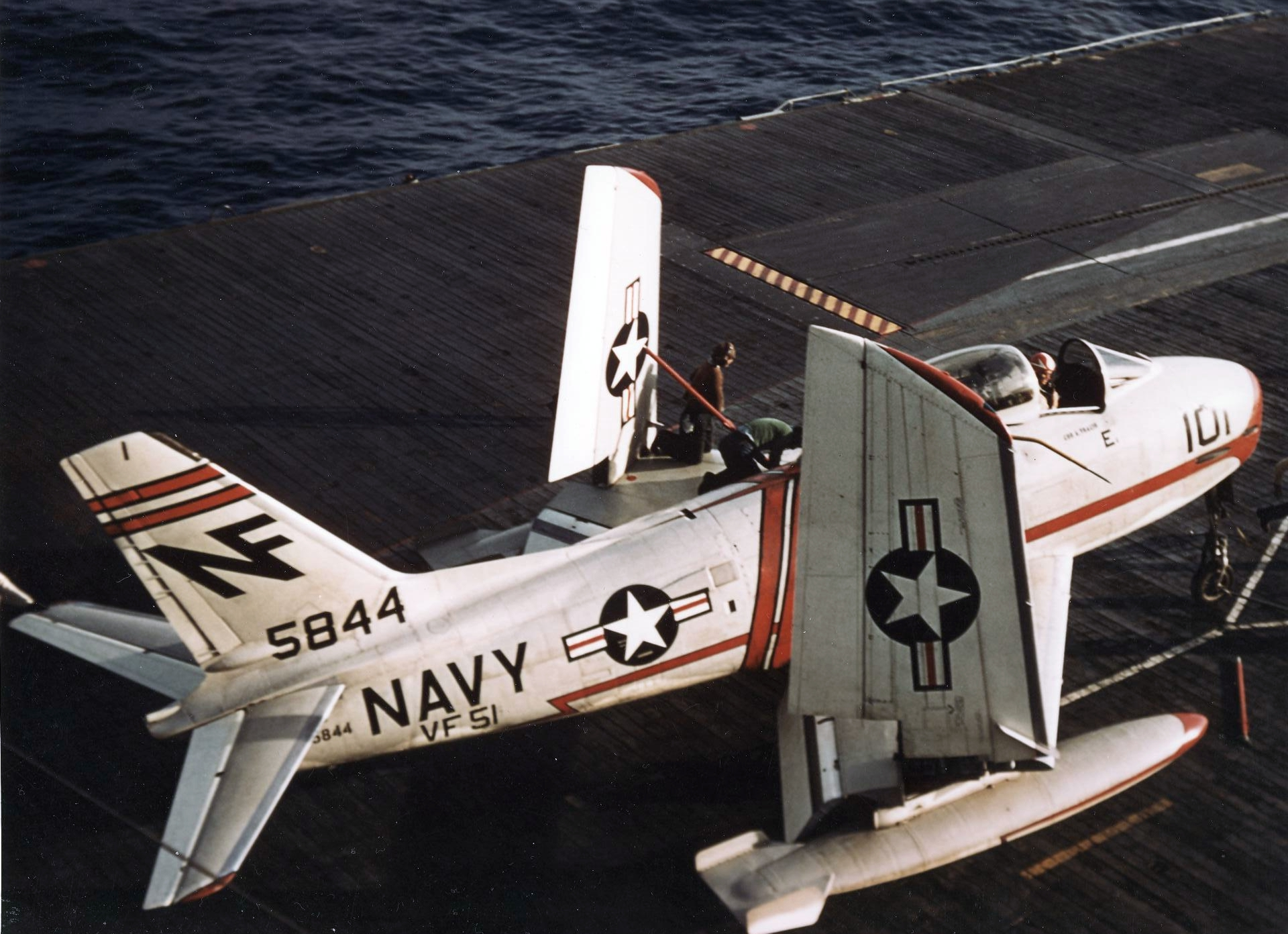
En FJ-3 Fury från jaktdivisionen VF-51 Screaming Eagles ombord på hangarfartyget 1957. Notera de uppvikta vingarna.

Ingen av Fury-modellerna har använts i strid. Den enda division (VF-51) som använde FJ-1 tog den i tjänst i mars 1948 och genomförde amerikanska flottans första landning på ett hangarfartyg 11 mars när två FJ-1:or landade på USS Boxer. Piloterna var ganska nöjda med flygplanens prestanda och lyckades slå flygvapnets P-80:or i kampen om Bendixtroffén 1948. Karriären för FJ-1 blev ganska kort. Redan i juli 1949 bytte VF-51 ut sina Fuies mot Panthers.
FJ-2 utvecklades under Koreakriget och två av prototyperna genomförde fälttest på USS Coral Sea i december 1951. Det första serieproducerade flygplanet levererades till flottan i november 1952, men eftersom North Americans fabrik i Columbus, Ohio hade fullt upp med att tillverka F-86:or hade bara sju FJ-2:or hunnit bli levererade när Koreakriget slutade i juli 1953. Samtidigt hade en konkurrent dykt upp i form av Grumman F9F-6 Cougar. Cougar var visserligen något långsammare än FJ-2 i planflykt, men den befanns vara lämpligare för bruk ombord på hangarfartyg. De flesta FJ-2:or kom därför att tilldelas USA:s marinkår i stället. Den första divisionen som tog FJ-2 i bruk var VMF-122 vid Cherry Point i januari 1954. Totalt sex av marinkårens jaktdivisioner tilldelades FJ-2; VMF-122, VMF-232, och VMF-312 på östkusten och VMF-235, VMF-224, och MVF-451 på västkusten. De opererade huvudsakligen från landbaser, men VMF-122 baserades på USS Coral Sea och VMF-235 på USS Hancock 1955.
FJ-3 började levereras i juli 1954 och den togs i tjänst hos VF-173 i Jacksonville, Florida i september samma år. Den första landningen på hangarfartyg gjordes på USS Bennington 8 maj 1955. En FJ-3 från VF-21 blev också det första flygplan som landade på ett ”superhangarfartyg” när det 4 januari 1956 landade på den då nybyggda USS Forrestal. Alla FJ-3:or blev efter hand utrustade med lufttankningsbom under höger vinge.
Produktionen av FJ-4 började i februari 1955 och en av marinkårens jaktdivisioner (VMF-451) blev först med att ta den i tjänst i mars 1957. Tre av marinkårens divisioner (VMF-232, VMF-235, och VMF-451) samt en av flottans divisioner (VA-126) tilldelades FJ-4. Många tilldelades också RAG (Replacement Air Group) i Miramar. Jaktbombversionen FJ-4B däremot tilldelades betydligt fler divisioner; totalt tolv av flottans divisioner samt tre marinkårsdivisioner. Sista gången Furies gick till sjöss var med VA-216 ombord på USS Hancock 1962. Därefter tilldelades flygplanen reserven innan de i mitten på 1960-talet avfördes.

## Varianter

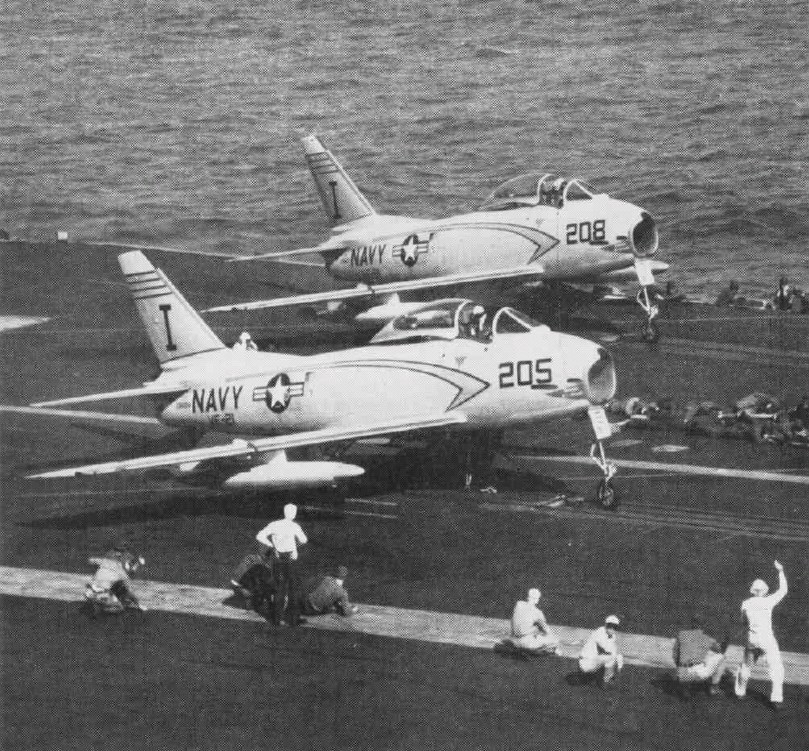
Två FJ-3 från jaktdivisionen VF-21 Mach Busters ombord på under hennes första kryssning januari–mars 1956.

År 1962 byttes alla beteckningar från FJ till F-1 enligt det försvarsmaktsgemensamma systemet. FJ-1 och FJ-2 fick aldrig någon ny beteckning eftersom det inte längre fanns några i tjänst, men beteckningarna F-1A och F-1B lämnades lediga. AF-1F hade aldrig någon FJ-beteckning.
- XFJ-1 – Prototyp. Tre byggda.
- FJ-1 – Första produktionsmodellen med raka vingar och J35-motorer. 30 byggda.
- XFJ-2 – Prototyp. Tre stycken ombyggda från F-86E. Ej vikbara vingar. Endast den tredje beväpnad.
- YFJ-2 – Första serieproducerade FJ-2:an försedd med mätutrustning för lågfartsprov.
- FJ-2 – Andra produktionsmodellen med svepta vingar och J47-moter. 200 byggda.
- FJ-3 (F-1C) – Tredje produktionsmodellen med J65-motor. 538 byggda (inklusive FJ-3M) plus en ombyggd FJ-2.
- FJ-3M (MF-1C) – FJ-3 med förmåga att bära och avfyra AIM-9 Sidewinder. 80 ombyggda från FJ-3 plus 114 nybyggda.
- FJ-3D (DF-1C) – FJ-3 ombyggda för att styra Regulus-målrobotar.
- FJ-3D2 (DF-1D) – FJ-3 ombyggda för att styra Cougar-målrobotar.
- XFJ-4 – Prototyp med ny flygkropp med mer bränsle men med samma vingar som FJ-3. Två byggda.
- FJ-4 (F-1E) – Fjärde produktionsmodellen med nykonstruerad vinge och längre räckvidd. 150 byggda.
- FJ-4B (AF-1E) – Jaktbombare med förstärkta vingar, sex vapenbalkar och kärnvapenförmåga. 222 byggda.
- FJ-2F – Försöksflygplan med Rocketdyne AR-1 raketmotor. Två ombyggda från FJ-4.
- AF-1F – Attackflygplan konstruerat för att konkurrera med Vought A-7 Corsair II. Inga byggda.